# Follow the Reaper
Follow the Reaper utkom 2001 och är Children of Bodoms tredje album.

## Låtförteckning
1. "Follow the Reaper" – 3:47
2. "Bodom After Midnight" – 3:43
3. "Children of Decadence" – 5:34
4. "Everytime I Die" – 4:02
5. "Mask of Sanity" – 3:58
6. "Taste of My Scythe" – 3:57
7. "Hate Me!" – 4:44
8. "Northern Comfort" – 3:47
9. "Kissing the Shadows" – 4:32
10. "Hellion" (W.A.S.P.-cover) – 3:02 (Bonusspår på den amerikanska utgåvan)

## Medverkande
- Alexi Laiho - sång, gitarr
- Alexander Kuoppala - gitarr
- Janne Warman - keyboards
- Henkka Seppälä - bas
- Jaska Raatikainen - trummor